# Коли морський цар піде
«Коли морський цар піде» (англ. When the Sea-King's Away) — оповідання Фріца Лайбера в жанрі меч і чари про Фафгрда та Сірого Мишолова опубліковане в травні 1960 журналом Fantastic Science Fiction Stories.

## Сюжет
Подорожуючи на паруснику, Фафгрд та Сірий Мишолов знаходять повітняний колодязь у водній поверхні на межі Внутрішнього та Крайнього моря.
Спустившись на дно колодязя, вони опиняються в повітряному пухирі жіночої частини підводного палацу Посейдона. Морські королеви зустрічають їх непривітно і їм доводиться вступити у сутичну з їхньою охороною — восьминогами та матросами-зомбі.